# Simon McDonald

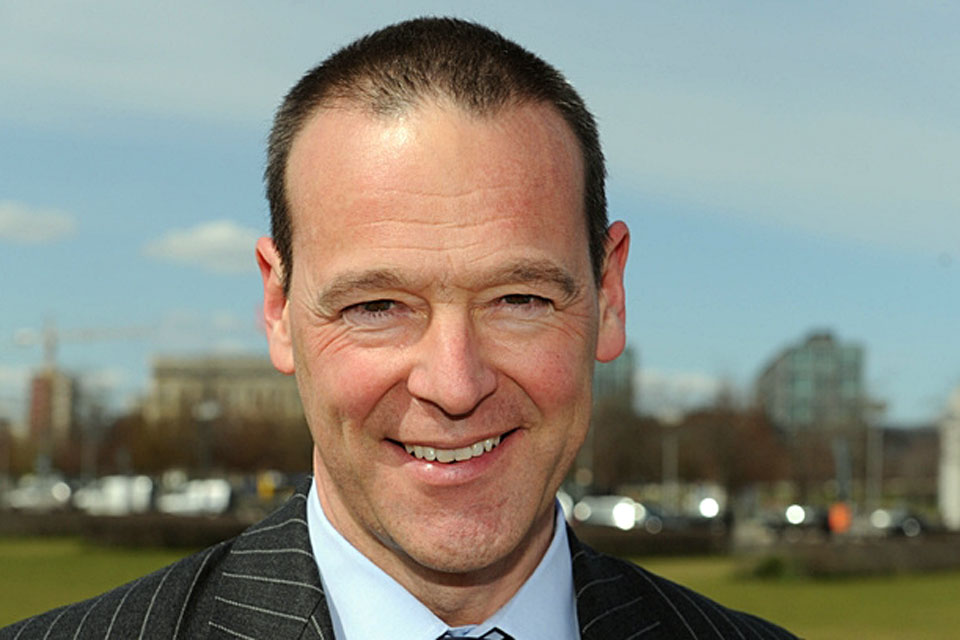
Simon McDonald (2013)

Simon Gerard McDonald, Baron McDonald of Salford GCMG, KCVO (geboren am 9. März 1961 in Salford, England) ist ein ehemaliger britischer Diplomat. Er war Permanent Under-Secretary im Foreign, Commonwealth and Development Office und Head of the Diplomatic Service. Er wurde 2021 zum Life Peer erhoben.

## Werdegang
McDonald wurde am De La Salle College in Salford und am Pembroke College in Cambridge ausgebildet. 1981 trat er in den Dienst des Foreign and Commonwealth Office (FCO) und wurde in Dschedda, Riad, Bonn and Washington, D.C. sowie in London eingesetzt. Er war Erster Sekretär des britischen Außenministers (2001–2003), Botschafter in Israel (2003–2006), Abteilungsleiter für den Irak im Außenministerium (2006–2007), Außenpolitischer Berater des Premierministers und Leiter des Übersee und Verteilungssekreteriat des Cabinet Office (2007–10). Im Oktober 2010 wurde er zum Botschafter in Deutschland ernannt.
Im September 2016 wurde er Permanent Under-Secretary im Foreign and Commonwealth Office und Head of the Diplomatic Service und damit Nachfolger von Sir Simon Fraser. Ab 2015 erhielt McDonald ein Gehalt zwischen £180,000 und £184,999 vom Außenministerium. Das war eines der 328 besten Gehälter im öffentlichen Sektor von Großbritannien in diesem Jahr. Im September 2020 wurde das Foreign and Commonwealth Office mit dem Department for International Development vereint und wurde zum Foreign, Commonwealth and Development Office; McDonald schied zu dem Zeitpunkt aus dem Dienst.
McDonald wurde am 27. Januar 2021 als Baron McDonald, of Pendleton in the City of Salford, zum Life Peer erhoben und wurde damit Mitglied des House of Lords. Er gehört dort der parteilosen Fraktion der Crossbencher an.

## Orden und Ehrenzeichen
McDonald wurde 2004 als Companion des Order of St Michael and St George (CMG) ausgezeichnet und 2014 für seine Leistungen in der Außenpolitik und die Vertretung der britischen Interessen in Deutschland als Knight Commander des Order of St Michael and St George (KCMG) geadelt. Beim Deutschlandbesuch der Queen wurde er im Juni 2015 zum Knight Commander des Royal Victorian Order (KCVO) ernannt. Im Juni 2021 wurde er zum Knight Grand Cross des Order of St Michael and St George (GCMG) erhoben.

## Familie
1989 heiratete Simon McDonald Olivia, Tochter von Sir Patrick Wright, später Baron Wright of Richmond. Das Paar hat vier Kinder.